# Чувашское Абдикеево
Чува́шское Абдике́ево (чув. Чӑваш Аптикел) — деревня в Клявлинском районе Самарской области в составе сельского поселения Чёрный Ключ.

## География
Находится на расстоянии примерно 17 километров по прямой на северо-запад от районного центра железнодорожной станции Клявлино.

## История
Деревня была основана по одним данным в 1770-1780-е годы чувашами из Татарское Абдикеево (где они занимали часть села), не поладившие по какому-то  поводу с татарами. По другим данным, основание деревни относится к 1910 году.

## Население
Постоянное население составляло 245 человек (чуваши 94%) в 2002 году, 215 в 2010 году.